# Federazione cestistica di Bermuda
La Federazione cestistica di Bermuda è l'ente che controlla e organizza la pallacanestro a Bermuda.
La federazione controlla inoltre la nazionale di pallacanestro di Bermuda. Ha sede a Hamilton e l'attuale presidente è Ryan Brunson.
È affiliata alla FIBA dal 1998 e organizza il campionato di pallacanestro di Bermuda.